# آرثر إدوارد روس
آرثر إدوارد روس هو سياسي كندي، ولد في 9 يونيو 1870 في كندا، وتوفي في 15 نوفمبر 1952. حزبياً، نشط في حزب أونتاريو المحافظ التقدمي. وقد انتخب عضو برلمان مقاطعة أونتاريو وانتخب عضو مجلس العموم الكندي.